# Bank Norwegian
Bank Norwegian AS er en norsk internetbank, der tilbyder lån, kreditkort og opsparingskonto til forbrugerne. Virksomheden blev grundlagt i november 2007 og har hovedkontor i Fornebu, Norge. 

## Historie
Bank Norwegian blev etableret i Oslo i 2007, som en støtteplatform for Norwegian Air Shuttle’s loyalitetsprogram, Norwegian Reward. Senere samme år fik de banklicens og blev etableret som en digital bank.
I 2013 ekspanderede banken til Sverige, og fortsatte i 2015 med videre vækst i Norden, da banken åbnede i Danmark og Finland. Udviklingen fortsatte i Europa i 2021 med lancering i Tyskland og Spanien. I november 2021 blev den svenske bank Nordax AB eneejer af Bank Norwegian og i november fusionerede de to banker, og Bank Norwegian blev en filial af Nordax Bank AB.